# Williams FW36
De Williams FW36 is een Formule 1-auto, die in 2014 werd gebruikt door het Formule 1-team van Williams.

## Onthulling
Een foto van de FW36 werd op 23 januari 2014 vrijgegeven op de Twitter-pagina van Williams. Op 28 januari 2014 werd een presentatie gegeven van de nog sponsorloze auto. Voor de eerste race op Albert Park wordt de gehele livery van de auto gepresenteerd. De auto wordt bestuurd door Valtteri Bottas en de van Ferrari overgekomen Felipe Massa.
Red Bull RB10 ·
Mercedes F1 W05 ·
Ferrari F14 T ·
Lotus E22 ·
McLaren MP4-29 ·
Force India VJM07 ·
Sauber C33 ·
Toro Rosso STR9 ·
Williams FW36 ·
Marussia MR03 ·
Caterham CT05